# کدونوئیه
کدونوئیه، روستایی از توابع بخش مرکزی شهرستان نائین در استان اصفهان ایران است.

## پیشه
پیشه اکثر مردم روستا دامداری کشاورزی وشتر داری  است. برخی از ساکنین نیز به پرورش مرغ گوشتی در مرغداری‌های اطراف می پردازند.

## آثار تاریخی
از آثار تاریخی روستا می‌توان به «قلعه کدنوئیه» واقع در مرکزیت باغ‌ها و کشتزارها و همچنین «خانه اربابی» .قنات بسیار قدیمی .لیند و حصار قدیمی و گورستان گوورها که از بین رفته‌است اشاره کرد.

## جمعیت
این روستا در دهستان لای سیاه قرار دارد و براساس سرشماری مرکز آمار ایران در سال ۱۳۸۵، جمعیت آن ۱۱۰ نفر (۴۰خانوار) بوده‌است.